# Kingsley Coman
Kingsley Coman (París, 13 de juny de 1996) és un futbolista professional francès que juga com a davanter o mitjapunta, actualment al FC Bayern de Múnic.
Ha jugat a Paris Saint-Germain FC, Juventus FC i FC Bayern de Múnic.

## Palmarès
Paris Saint-Germain
- 2 Ligue 1: 2012-13, 2013-14
- 1 Copa de la lliga francesa: 2013-14
- 1 Supercopa francesa: 2013

Juventus FC
- 1 Serie A: 2014-15
- 1 Copa italiana: 2014-15
- 1 Supercopa italiana: 2015

FC Bayern Múnic
- 1 Campionat del Món: 2020
- 1 Lliga de Campions de la UEFA: 2019-20
- 1 Supercopa d'Europa: 2020
- 5 Lligues alemanyes: 2015-16, 2016-17, 2017-18, 2018-19 2019-20
- 3 Copes alemanyes: 2015-16, 2018-19, 2019-20
- 4 Supercopes alemanyes: 2016, 2017, 2018, 2020